# Piccola missione per i sordomuti
La Piccola Missione per i Sordomuti (in latino Congregatio Parvae Missionis ad Surdos-mutos) è un istituto religioso maschile di diritto pontificio.

## Storia
Venne fondata dal sacerdote Giuseppe Gualandi (1826-1907): l'ispirazione gli venne l'8 luglio del 1848, assistendo alla cerimonia della prima Comunione di una ragazza sordomuta nella chiesa della Trinità Santissima di Bologna. Nel 1850, assieme al fratello Cesare, padre Gualandi aprì una scuola per istruzione e all'educazione religiosa dei non udenti e nel 1852 diede vita ad una comunità religiosa che ne curasse la gestione.
La Piccola Missione per i Sordomuti venne approvata dal cardinale Carlo Luigi Morichini, arcivescovo di Bologna nel 1872: ottenne il riconoscimento ecclesiastico di istituzione di diritto pontificio con il decreto di lode del 1º luglio 1913 e venne approvata definitivamente dalla Santa Sede il 7 ottobre del 1963.
Della congregazione esiste anche un ramo femminile, fondato nel 1872 dai fratelli Gualandi con madre Orsola Mezzini (1853-1919).

## Attività e diffusione
I religiosi dell'Istituto si dedicano all'educazione e l'evangelizzazione dei sordomuti: gestiscono anche scuole di metodo per la formazione di insegnanti, diffondono la stampa specializzata, realizzano e diffondono sussidi didattici.
La congregazione conta case solo in Italia (Benevento, Bologna, Catania, Firenze, Giulianova, Molfetta, Roma, Torino); la sede generalizia è a Roma.
Al 31 dicembre 2005, la congregazione contava 8 case e 48 membri, 25 dei quali sacerdoti.